# William Henry, 1. Duke of Gloucester and Edinburgh

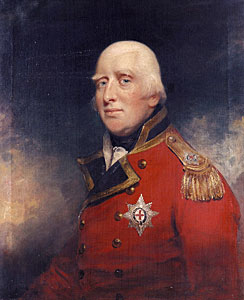
Sir William Beechey: William Henry, Duke of Gloucester and Edinburgh, Öl auf Leinwand, 1804

Prince William Henry, 1. Duke of Gloucester and Edinburgh (* 14. Novemberjul. / 25. November 1743greg. in London; † 25. August 1805 ebenda) war ein Mitglied der britischen Königsfamilie.

## Leben
William Henry war der dritte Sohn des Prince of Wales, Friedrich Ludwig von Hannover, und seiner Gemahlin Prinzessin Augusta von Sachsen-Gotha-Altenburg. Sein älterer Bruder König Georg III. nahm ihn am 27. Mai 1762 als Royal Knight Companion in den Hosenbandorden auf und verlieh ihm am 19. November 1764 in der Peerage of Great Britain den Titel eines Duke of Gloucester and Edinburgh sowie in der Peerage of Ireland den Titel Earl of Connaught.
Er diente als Offizier in der British Army und wurde 1766 Colonel des 13th Regiment of Foot, 1767 Major-General und Colonel des 3rd Regiment of Foot Guards, 1770 Colonel des 1st Regiment of Foot Guards und am 18. Oktober 1793 Field Marshal. Entgegen seinem Wunsch nahm er aber an keinen Kriegseinsätzen teil. Von 1796 bis 1802 war er befehlshabender General des englischen Heimatverteidigungsbezirks Northern District. Von 1771 bis 1805 war er auch Kanzler des Trinity College Dublin.
William Henry war hauptsächlich wegen seiner heimlichen Heirat mit Maria Walpole am 6. September 1766 bekannt, einer unehelichen Enkelin von Sir Robert Walpole. Diese Hochzeit und die seines Bruders gaben Anlass zur Verabschiedung des Royal Marriages Act; durch dieses Gesetz wurde es Mitgliedern des Königshauses unter 25 Jahren verboten, ohne Genehmigung des amtierenden Monarchen zu heiraten. Seine Frau gebar ihm drei Kinder:
- Sophia Mathilde (1773–1844), unverheiratet;
- Caroline Auguste (1774–1775);
- William Frederick, 2. Duke of Gloucester and Edinburgh (1776–1834) ⚭ Prinzessin Maria von Großbritannien, Irland und Hannover.

Zudem hatte er aus einer Beziehung mit Lady Almeria Carpenter, Tochter des George Carpenter, 1. Earl of Tyrconnell, eine uneheliche Tochter:
- Louisa Maria la Coast (1782–1835), ⚭ Godfrey Bosville-Macdonald, 3. Baron Macdonald (1775–1832).

## Ahnentafel
| Ahnentafel des William Henry, 1. Duke of Gloucester and Edinburgh | Ahnentafel des William Henry, 1. Duke of Gloucester and Edinburgh                                   | Ahnentafel des William Henry, 1. Duke of Gloucester and Edinburgh                                | Ahnentafel des William Henry, 1. Duke of Gloucester and Edinburgh                                                    | Ahnentafel des William Henry, 1. Duke of Gloucester and Edinburgh                                              | Ahnentafel des William Henry, 1. Duke of Gloucester and Edinburgh                                                       | Ahnentafel des William Henry, 1. Duke of Gloucester and Edinburgh                                                       | Ahnentafel des William Henry, 1. Duke of Gloucester and Edinburgh                                                   | Ahnentafel des William Henry, 1. Duke of Gloucester and Edinburgh                                                   |
| ----------------------------------------------------------------- | --------------------------------------------------------------------------------------------------- | ------------------------------------------------------------------------------------------------ | --- | --- | --- | --- | --- | --- |
| Ururgroßeltern                                                    | Kurfürst Ernst August von Braunschweig-Lüneburg (1629–1698) ⚭ 1658 Sophie von der Pfalz (1630–1714) | Fürst Georg Wilhelm von Braunschweig-Lüneburg (1624–1705) ⚭ 1676 Eleonore d’Olbreuse (1639–1722) | Markgraf Albrecht II. von Brandenburg-Ansbach (1620–1667) ⚭ 1651 Sophie Margarete zu Oettingen-Oettingen (1634–1664) | Herzog Johann Georg I. von Sachsen-Eisenach (1634–1686) ⚭ Johanetta von Sayn-Wittgenstein (1626–1701)          | Herzog Ernst I. von Sachsen-Gotha-Altenburg (1601–1675) ⚭ 1636 Elisabeth Sophia von Sachsen-Altenburg (1619–1680)       | Herzog August von Sachsen-Weißenfels (1614–1680) ⚭ 1647 Anna Maria von Mecklenburg (1627–1669)                          | Herzog August von Sachsen-Weißenfels (1614–1680) ⚭ 1647 Anna Maria von Mecklenburg (1627–1669)                      | Fürst Johann VI. von Anhalt-Zerbst (1621–1667) ⚭ 1649 Sophie Auguste von Schleswig-Holstein-Gottorf (1630–1680)     |
| Urgroßeltern                                                      | König Georg I. (1660–1727) ⚭ 1682 Sophie Dorothea von Braunschweig-Lüneburg (1666–1726)             | König Georg I. (1660–1727) ⚭ 1682 Sophie Dorothea von Braunschweig-Lüneburg (1666–1726)          | Markgraf Johann Friedrich von Brandenburg-Ansbach (1654–1686) ⚭ 1681 Eleonore von Sachsen-Eisenach (1662–1696)       | Markgraf Johann Friedrich von Brandenburg-Ansbach (1654–1686) ⚭ 1681 Eleonore von Sachsen-Eisenach (1662–1696) | Herzog Friedrich I. von Sachsen-Gotha-Altenburg (1645–1691) ⚭ 1669 Magdalena Sibylle von Sachsen-Weißenfels (1648–1681) | Herzog Friedrich I. von Sachsen-Gotha-Altenburg (1645–1691) ⚭ 1669 Magdalena Sibylle von Sachsen-Weißenfels (1648–1681) | Fürst Karl Wilhelm von Anhalt-Zerbst (1652–1718) ⚭ 1676 Sophia von Sachsen-Weißenfels (1654–1724)                   | Fürst Karl Wilhelm von Anhalt-Zerbst (1652–1718) ⚭ 1676 Sophia von Sachsen-Weißenfels (1654–1724)                   |
| Großeltern                                                        | König Georg II. (1683–1760) ⚭ 1705 Caroline von Brandenburg-Ansbach (1683–1727)                     | König Georg II. (1683–1760) ⚭ 1705 Caroline von Brandenburg-Ansbach (1683–1727)                  | König Georg II. (1683–1760) ⚭ 1705 Caroline von Brandenburg-Ansbach (1683–1727)                                      | König Georg II. (1683–1760) ⚭ 1705 Caroline von Brandenburg-Ansbach (1683–1727)                                | Herzog Friedrich II. von Sachsen-Gotha-Altenburg (1676–1732) ⚭ 1696 Magdalena Augusta von Anhalt-Zerbst (1679–1740)     | Herzog Friedrich II. von Sachsen-Gotha-Altenburg (1676–1732) ⚭ 1696 Magdalena Augusta von Anhalt-Zerbst (1679–1740)     | Herzog Friedrich II. von Sachsen-Gotha-Altenburg (1676–1732) ⚭ 1696 Magdalena Augusta von Anhalt-Zerbst (1679–1740) | Herzog Friedrich II. von Sachsen-Gotha-Altenburg (1676–1732) ⚭ 1696 Magdalena Augusta von Anhalt-Zerbst (1679–1740) |
| Eltern                                                            | Prinz Friedrich Ludwig (1707–1751) ⚭ 1736 Augusta von Sachsen-Gotha-Altenburg (1719–1772)           | Prinz Friedrich Ludwig (1707–1751) ⚭ 1736 Augusta von Sachsen-Gotha-Altenburg (1719–1772)        | Prinz Friedrich Ludwig (1707–1751) ⚭ 1736 Augusta von Sachsen-Gotha-Altenburg (1719–1772)                            | Prinz Friedrich Ludwig (1707–1751) ⚭ 1736 Augusta von Sachsen-Gotha-Altenburg (1719–1772)                      | Prinz Friedrich Ludwig (1707–1751) ⚭ 1736 Augusta von Sachsen-Gotha-Altenburg (1719–1772)                               | Prinz Friedrich Ludwig (1707–1751) ⚭ 1736 Augusta von Sachsen-Gotha-Altenburg (1719–1772)                               | Prinz Friedrich Ludwig (1707–1751) ⚭ 1736 Augusta von Sachsen-Gotha-Altenburg (1719–1772)                           | Prinz Friedrich Ludwig (1707–1751) ⚭ 1736 Augusta von Sachsen-Gotha-Altenburg (1719–1772)                           |
| William Henry, 1. Duke of Gloucester and Edinburgh                | |                                                                                                  | | | | | | |